# Aḫḫijawa
Aḫḫijawa (auch Achijawa oder, meist in der englischsprachigen Literatur, Aḫḫiyawa) ist die Bezeichnung für eine Region, ein Reich oder einen Staatenbund in hethitischen Keilschrifttexten des 15. bis 13. Jahrhunderts v. Chr.
Bis 2011 sind knapp 30 hethitische Dokumente entdeckt worden, in denen der Name Aḫḫijawa, Aḫḫija oder auch Hijawa (die Gleichsetzung ist allerdings strittig, s. u.) vorkommt. Aus diesen Dokumenten geht hervor, dass Aḫḫijawa westlich des Hethiterreichs lag. Es war lange Zeit heftig umstritten, ob mit Aḫḫijawa ein Gebiet in Kleinasien, in der Ägäis, auf dem griechischen Festland oder im südöstlichen Thrakien gemeint ist. In Kleinasien wurden sowohl Nordwest- als auch West- und Süd-Kleinasien als Gebiet für Aḫḫijawa diskutiert. In der Forschung wurde und wird es oft mit den Achäern, einer von drei Bezeichnungen für Griechen bei Homer, in Verbindung gebracht. Demnach handelte es sich bei Aḫḫijawa möglicherweise um ein mächtiges mykenisches Reich oder einen größeren mykenischen Staatenbund. Die Gleichsetzung mit dem bzw. mit einem Teil des mykenischen Griechenlands ist zwar nach wie vor nicht ganz unumstritten; mittlerweile stimmt ihr die große Mehrheit der Forscher aber zu. Noch 2011 sprach sich vor allem der Altorientalist Gerd Steiner gegen diese These aus.

## Forschungsgeschichte
Die Lokalisierung Aḫḫijawas und eine Verbindung mit dem mykenischen Griechenland war ab den 1920ern heftig umstritten (sogenannte „Ahhijawafrage“). Die Bezeichnung Aḫḫijawa ist auf ca. dreißig Keilschrifttafeln erhalten. Die meisten davon kamen während der von Hugo Winckler von 1905 bis 1908 und 1911 bis 1912 geleiteten Ausgrabungen der hethitischen Hauptstadt Ḫattuša bei Boğazköy ans Licht. Insgesamt wurden bei den Erforschungen der Hauptstadt viele tausend Tontafeln bzw. deren Fragmente entdeckt, davon allein 2500 bereits im Jahr 1906, während Wincklers erster langen Grabungskampagne. Erstmals in der Literatur erwähnt wurde Aḫḫijawa 1923 im „Index of Hittite Names“ der British School of Archaeology in Jerusalem, Supplementary Papers 1, 3 von Leo Ary Mayer und John Garstang, die es aber mit dem kilikischen Anchiale verbanden.

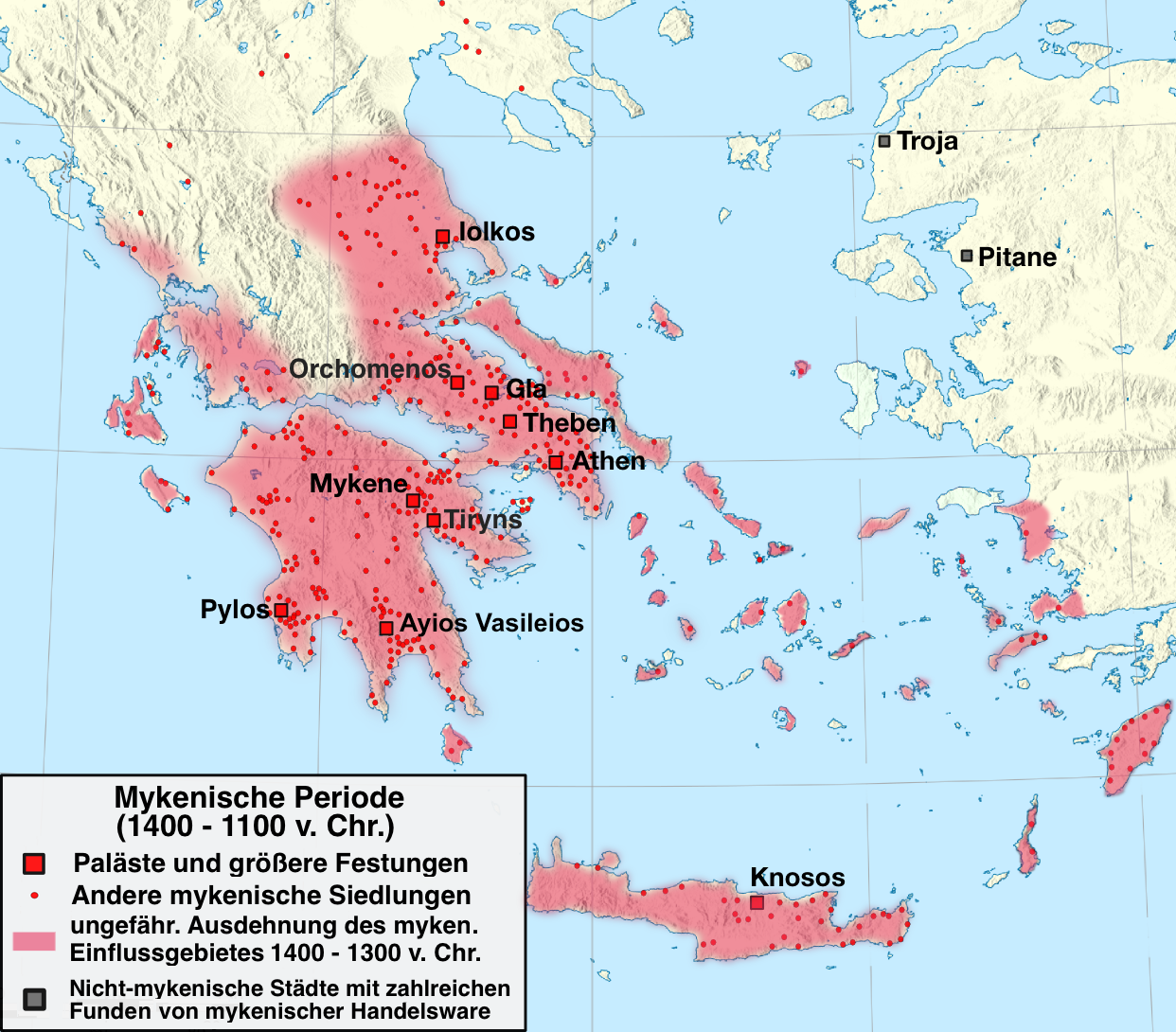
Ungefähre Ausbreitung der mykenischen Kultur im 14. und 13. Jahrhundert v. Chr.

1924 veröffentlichte der Schweizer Altorientalist Emil Forrer, der seit 1917 freien Zugang zu den in Berlin aufbewahrten Keilschrifttafeln aus Boğazköy hatte, erstmals die Theorie, dass Aḫḫijawa mit Achäern, einer Bezeichnung der Griechen bei Homer und ursprünglich einer Benennung der Bevölkerung eines Teils Mittelgriechenlands bzw. einer unbekannten älteren Form von Achaia zu verbinden sei und es sich bei den Leuten aus Aḫḫijawa um Griechen handele. Er nahm eine alte Form Achaiw(i)a an. Ferner sah er in einigen Personennamen hethitisierte Formen von griechischen Namen. Forrer glaubte an ein großes mykenisches Reich, das sich von Griechenland bis nach Kleinasien erstreckte und auch Teile Pamphyliens beherrschte. Da die meisten Dokumente, auf die Forrer Bezug nahm, noch nicht veröffentlicht waren, hielt sich die Diskussion zunächst sehr in Grenzen; seine Theorie wurde anfangs sogar positiv aufgenommen. Dies änderte sich ab Ende der 1920er, als die Texte, auf die Forrer Bezug nahm, veröffentlicht und übersetzt wurden.
Es entwickelte sich eine sehr heftige, teils ungewöhnlich scharf geführte Debatte um die „Aḫḫijawa-Frage“, die auch persönliche Angriffe enthielt. Auf Forrers Seite stand vor allem der Indogermanist Paul Kretschmer, entschiedene Gegner waren die Altorientalisten Johannes Friedrich, Albrecht Goetze, der Mitte der 1920er zunächst selbst Aḫḫijawa mit Griechen verband, sowie der hoch angesehene Indogermanist und Altphilologe Ferdinand Sommer, zu dem Goetze und Friedrich guten Kontakt pflegten und der erst 1932 aktiv in die Debatte eingriff. Sommer versuchte sämtliche 13 Punkte, die nach Forrer für die Gleichsetzung sprachen, zu widerlegen und legte andere Thesen dazu vor.
Ein wichtiger Kritikpunkt an Forrer waren starke philologische Probleme gegen die Herleitung Aḫḫijawa von Achaia oder Achaiwia, eine Form, die sehr unwahrscheinlich sei. Forrers Gegner hielten Aḫḫijawa für ein Reich in Anatolien, mit zumeist indigener Bevölkerung, das Sommer eher in Kilikien, Goetze dagegen in Nordwest-Kleinasien, im Bereich der Troas lokalisierte. Eine eher vermittelnde Haltung versuchte der Althistoriker Fritz Schachermeyr einzunehmen, der Teile der Kritik Sommers und Goetzes für überzogen, die Gleichsetzung Aḫḫijawa mit Griechen für nicht beweisbar, aber wahrscheinlich hielt. Als er beiden Seiten vorwarf, ihre Argumente auf zu vielen Hypothesen aufzubauen, geriet Schachermeyr zwischen die Fronten. Auch nach Jahren war der Streit nicht entschieden. Zumeist war in der Folgezeit die Haltung verbreitet, dass die Aḫḫijawafrage ohne neue Erkenntnisse nicht abschließend zu beantworten sei, wobei Althistoriker und Archäologen einer Gleichsetzung mit mykenischen Griechen eher zugeneigt, Hethitologen dieser eher skeptisch bis ablehnend gegenüberstanden.
1994 veröffentlichte der Geoarchäologe Eberhard Zangger eine Theorie, nach der Aḫḫijawa – wie bereits von Götze angenommen – in Nordwestanatolien gelegen habe. Zangger geht von einer bedeutenden Handelsmacht aus, die vor allem im 13. Jahrhundert – zusammen mit verbündeten luwischen Staaten in Westanatolien – einen wichtigen Machtfaktor darstellte. Der Troianische Krieg sei ein Krieg von Mykenern gegen Aḫḫijawa gewesen, und Aḫḫijawa habe auch gegen das Hethiterreich opponiert und sei ein wichtiger Faktor bei der Seevölkerbewegung gewesen.
Durch Neuinterpretationen einiger relevanter Texte in den 1970ern und 1980ern, archäologische Forschungsergebnisse sowie insbesondere durch die Auffindung bzw. Übersetzung neuer Schriftzeugnisse in den 1980er und 1990er Jahren, nicht zuletzt auch durch die sicherer historisch bestimmbare geopolitische Situation in Süd- und Westkleinasien schlug das Pendel immer mehr zugunsten einer Gleichsetzung von Aḫḫijawa mit dem mykenischen Griechenland aus. So gilt durch die Auswertung des Staatsvertrags zwischen Tudḫalija IV. und Kurunta auf der 1986 entdeckten Bronzetafel aus Bogazköy als gesichert, dass die Lukka-Länder in Südwestkleinasien lagen, westlich von Tarḫuntašša, dem sich östlich Kizzuwatna anschloss. Da zudem durch die Übersetzung der Karabel-Inschrift durch John David Hawkins belegt ist, dass das Gebiet des Arzawa-Nachfolgestaats Mira in Westanatolien bis zur Ägäisküste reichte, bleibt für ein Reich Aḫḫijawa mit Zentrum in West- oder Südanatolien kein Platz mehr. Weil die Lokalisierung der Lukka-Länder im Südwesten Kleinasiens (ungefähr der antiken Landschaft Lykien entsprechend) mittlerweile als gesichert gilt, ist auch eine Lage Aḫḫijawas in Nordwestanatolien und/oder Thrakien sehr unwahrscheinlich, denn einige Texte legen nahe, dass Aḫḫijawa nicht weit von den Lukka-Ländern gelegen haben muss (konsequenterweise lokalisierten u. a. Goetze und Zangger sie auch im nordwestlichen Kleinasien).
Heute geht die vorherrschende Forschungsmeinung davon aus, dass Emil Forrer mit seiner Theorie zumindest insofern recht hatte, dass Aḫḫijawa mit einem bedeutenden mykenischen Reich gleichzusetzen ist, dessen Zentrum westlich von Kleinasien lag. Auch von Hethitologen und Philologen wird, trotz immer noch ungeklärter Probleme bei der etymologischen Verbindung von Aḫḫija(wa) mit Achai(wi)a, die Gleichsetzung mittlerweile bejaht oder für sehr wahrscheinlich gehalten. Sie ist allerdings immer noch nicht unstrittig; vor allem der Altorientalist Gerd Steiner argumentiert seit den 1960ern konsequent gegen die Gleichsetzung.
Der Streit, ob Aḫḫijawa mit den Achäern verbunden werden kann, ist daher immer noch nicht ganz entschieden. Zwar stimmt mittlerweile die große Mehrheit der Forschung dieser Theorie zu, jedoch gibt es immer noch kritische Stimmen. Der Schwerpunkt der Debatte bzgl. der Aḫḫijawafrage hat sich seit einiger Zeit dahingehend verlagert, dass inzwischen vor allem das Zentrum bzw. die Hauptstadt Aḫḫijawas innerhalb des mykenischen Kulturkreises diskutiert wird.

## Quellenlage

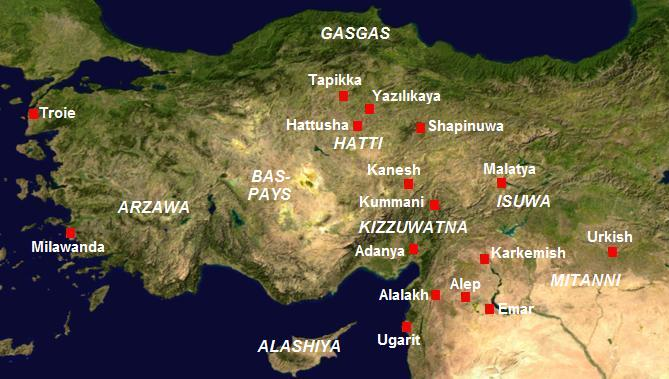
Bedeutende archäologische Fundorte und ungefähre Lage von Siedlungen, die aus hethitischen Quellen bekannt sind

### Hethitische Quellen

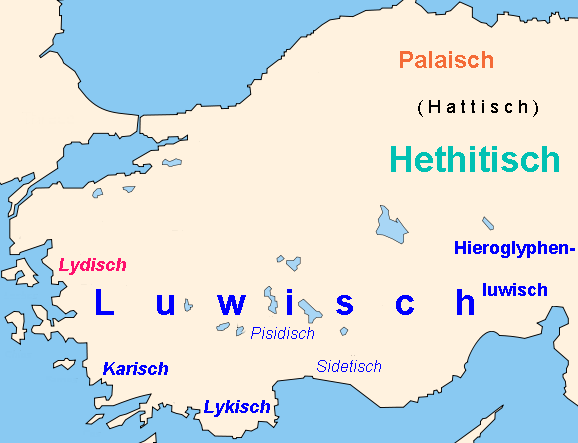
Verbreitung der anatolischen Sprachen während der späten Bronzezeit; in blau die luwischen Sprachen im weiteren Sinne

### Archäologische Befunde

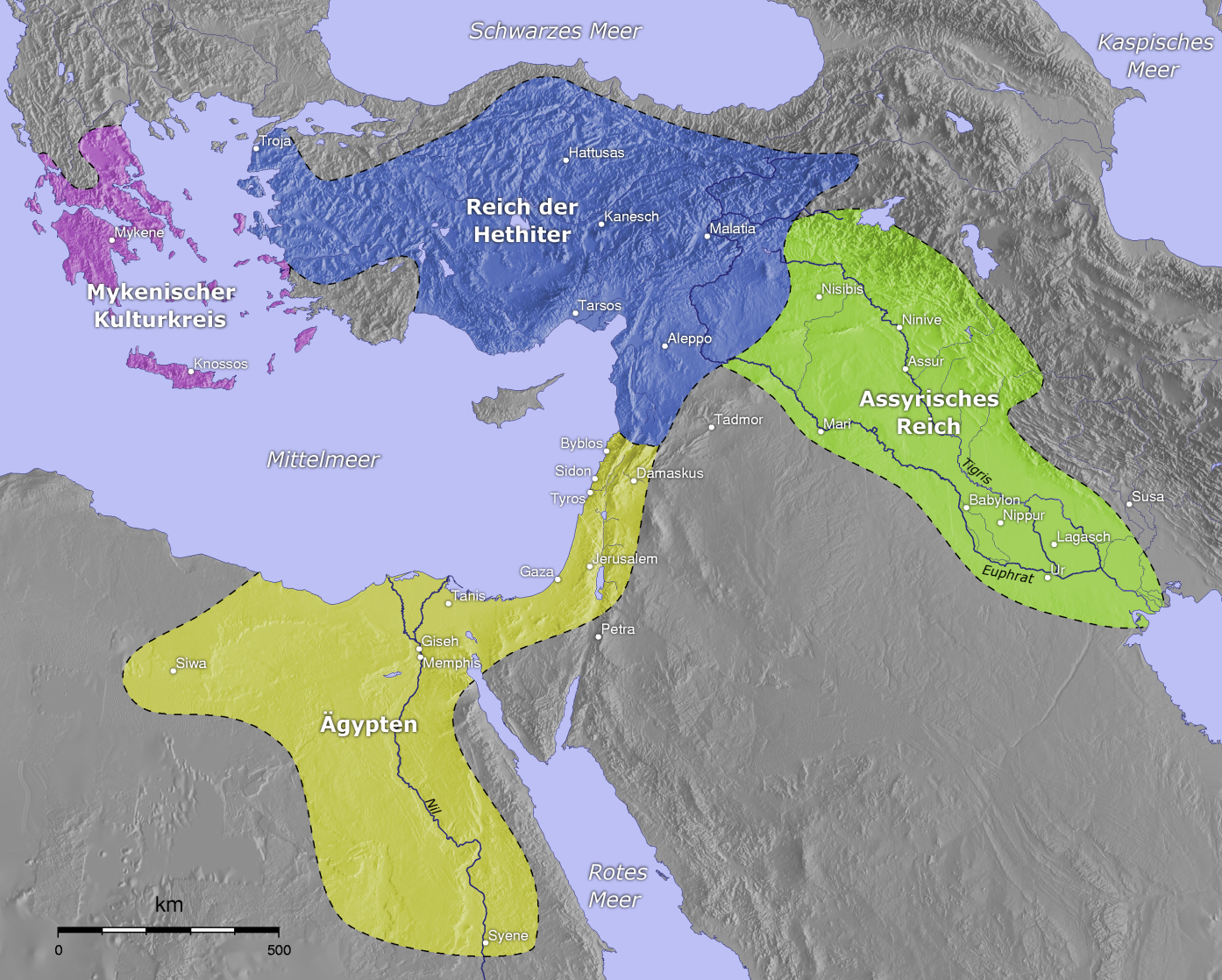
Die ungefähre geopolitische Situation im östlichen Mittelmeerraum um 1220 v. Chr. (Milet geriet allerdings um ca. 1230 v. Cher. vermutlich unter hethitische Oberherrschaft)